# Villegardin
Villegardin est une ancienne commune française située dans le département de l'Yonne et la région Bourgogne-Franche-Comté.
Villegardin a fusionné, en 1965, avec Montacher pour former la nouvelle commune de Montacher-Villegardin.

## Démographie
| 1793 | 1800 | 1806 | 1821 | 1831 | 1861 | 1876 |
| ---- | ---- | ---- | ---- | ---- | ---- | ---- |
| 258  | 239  | 255  | 239  | 271  | 289  | 290  |

| 1881 | 1886 | 1891 | 1896 | 1901 | 1906 | 1911 |
| ---- | ---- | ---- | ---- | ---- | ---- | ---- |
| 272  | 285  | 272  | 264  | 243  | 211  | 202  |

| 1921 | 1926 | 1931 | 1936 | 1946 | 1954 | 1962 |
| ---- | ---- | ---- | ---- | ---- | ---- | ---- |
| 150  | 141  | 149  | 135  | 164  | 157  | 125  |

## Lieux et monuments
- Église Saint-Nicolas de Villegardin

L'église a été construite vers le XIIe siècle-XIIIe siècle et dépendait de l'abbaye de Ferrières. Elle est composée d'une seule nef voûtée en berceau, se prolongeant sur un chevet droit percé de trois fenêtres du XIXe siècle.L'édifice possédait autrefois un clocher, qui tomba en 1840 et ne fut reconstruit qu'à la fin du XXe siècle

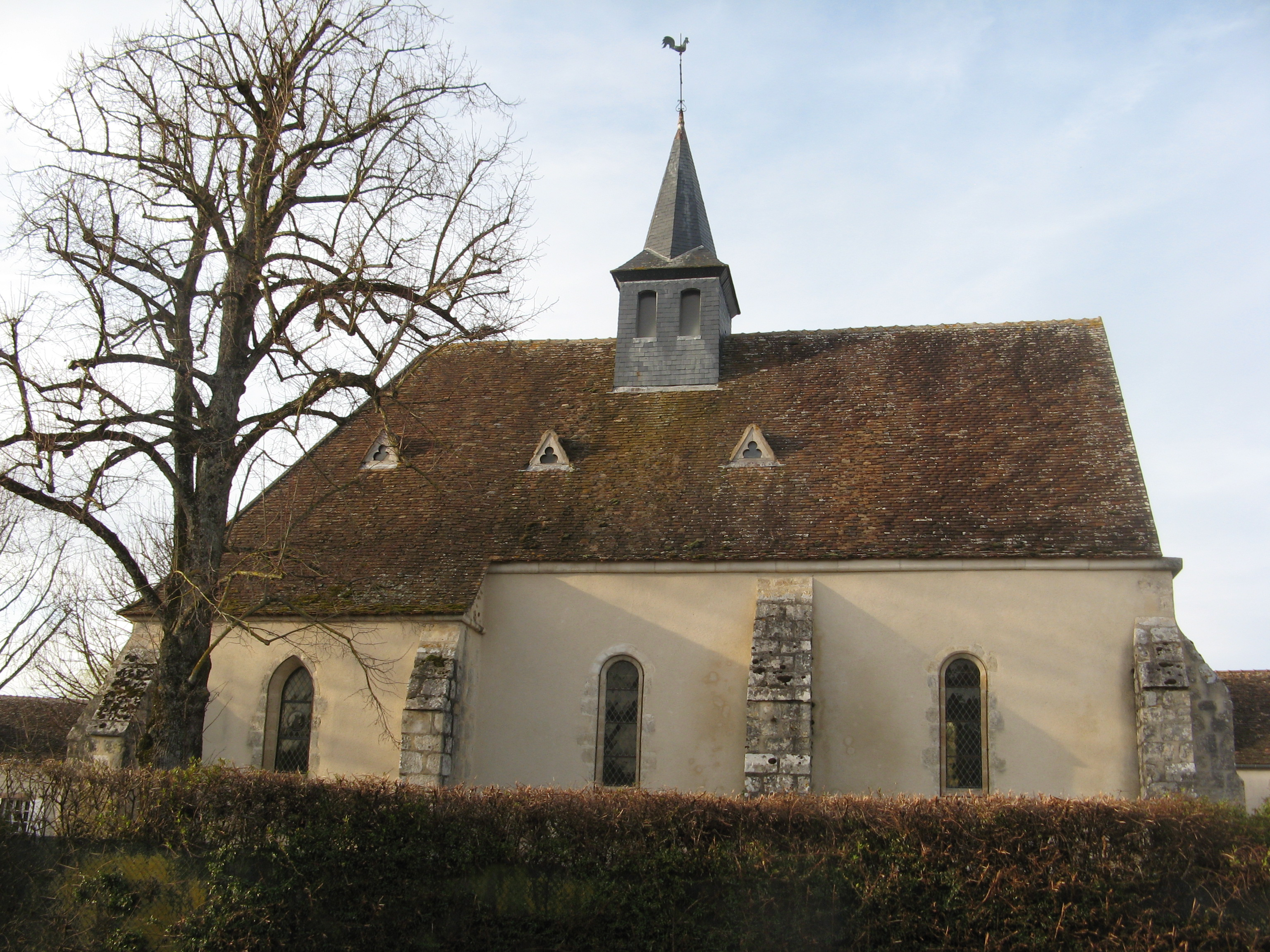
Église Saint-Nicolas
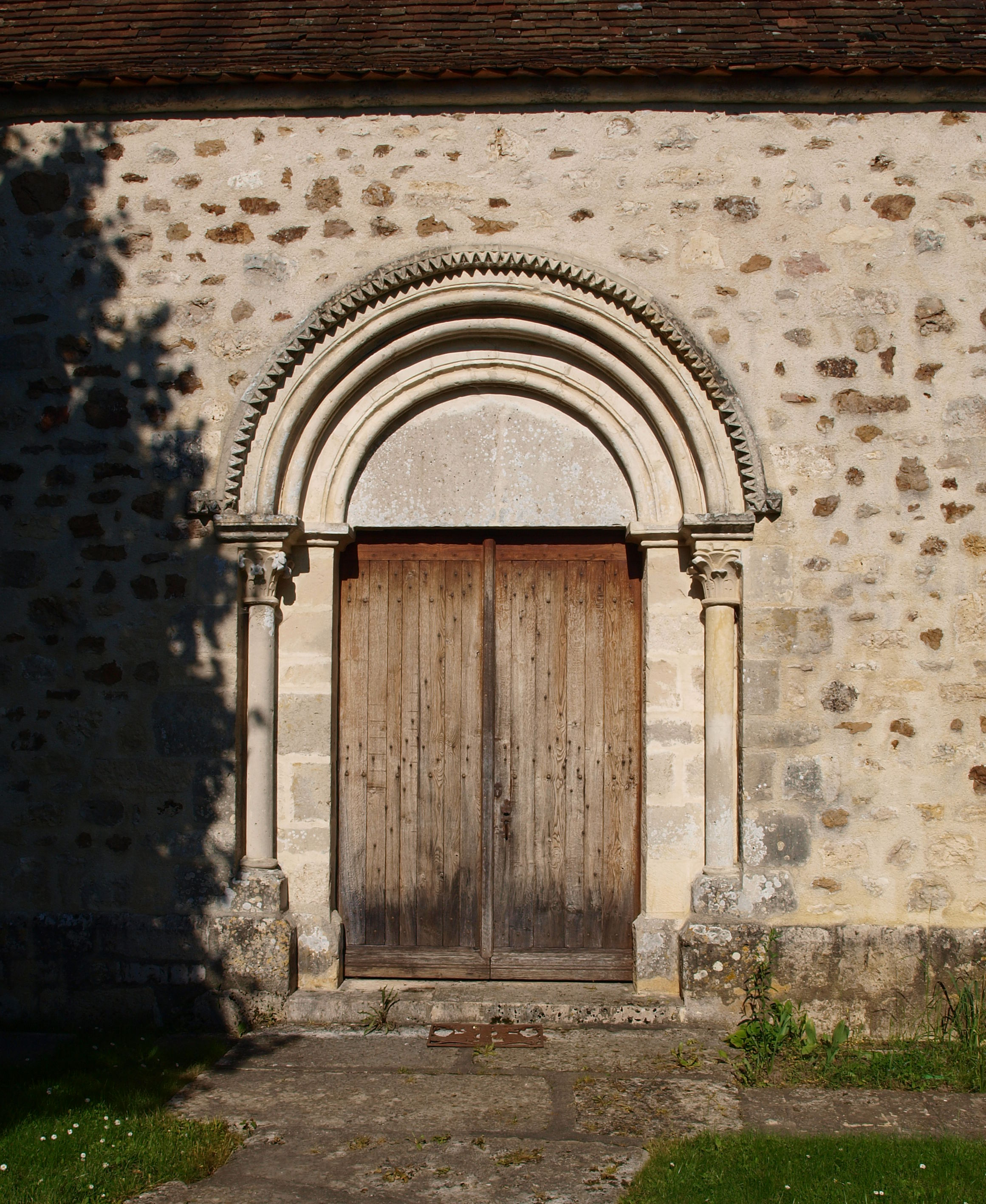
Portail roman avec archivoltes en dents de scie et des colonnettes à chapiteaux.

En 1981, la municipalité de Montacher-Villegardin mit en vente l'édifice, qui fut racheté quelques années plus tard par la famille Senoble, à la tête de l'entreprise homonyme. Elle restaura alors le porche et le clocher mais réduisit la nef de quelques mètres.